# El extraño
El extraño (The Outsider) es un cuento de terror escrito en 1921 por H. P. Lovecraft que se publicó en la revista Weird Tales en abril de 1926. La historia habla de un ser que desde las profundidades de un apartado castillo regresa al mundo real, donde su aparición aterra a los vivos. Los versos del poema de La víspera de Santa Agnes (1820) de John Keats, que aparecen como epígrafe introductorio, anticipan que se trata de un vampiro, seguidos por otros indicios como el “muerto vivo”, el chillido y finalmente la compañía de los “burlones y amigables gules” que acompañan al personaje en la noche.
La originalidad de El extraño estriba en que por primera vez en la historia del género, el narrador es el propio vampiro.
Otros cuentos de H.P. Lovecraft también abordan de forma indirecta, aunque sin perfilarla por completo, la temática vampírica: Herbert West: reanimador (1922), La guarida (1924), La casa abandonada (1924), La tumba (1926), El caso de Charles Dexter Ward (1927) y La cosa en el umbral (1933).

## Inspiración
En una de sus cartas el propio H. P. Lovecraft dijo que de todos sus cuentos, este es el que más se parece al estilo de su ídolo Edgar Allan Poe porque en él escribió lo que «representa mi subconsciente literal de Poe al extremo». De hecho los primeros párrafos se parecen a los de Berenice de E. A. Poe, mientras que el horror que se extiende en la fiesta ante la llegada del protagonista recuerda a la escena de la revelación en La máscara de la muerte roja.
La historia también puede haber sido inspirada en parte por Fragments From the Journal of a Solitary Man de Nathaniel Hawthorne, un relato en el que un hombre sueña que camina por Broadway con una mortaja fúnebre, y que sólo comprende el horror que extiende a su paso al ver su reflejo en el escaparate de una tienda.
Otro modelo literario que se ha sugerido es el horror que experimenta el monstruo de Frankenstein en la novela (1818) de Mary Shelley cuando comprende por qué todos huyen de él al contemplar su reflejo en un estanque por primera vez.
Colin Wilson, en The Strength to Dream (1961), señala al relato The Birthday of the Infanta de Oscar Wilde en el que un enano deforme se horroriza al ver su reflejo por primera vez.
Algunos críticos han sugerido que El extraño es un relato autobiográfico, y que H.P. Lovecraft hablaba de su propia vida cuando escribió: «Siempre he sabido que soy un extraño; un extraño en este siglo y entre los que todavía son hombres». Otros han considerado demasiado exagerada esta interpretación, aunque es posible que sugiera en cierta medida la imagen poco agraciada que el autor tenía de sí mismo.

## Sinopsis
El extraño, como muchas de las obras de H.P. Lovecraft, está escrito en primera persona y detalla la vida miserable y aparentemente solitaria de un individuo que parece no haber tenido contacto con nadie durante muchos años. Su recuerdo de otras personas es vago, y parece que no puede recordar nada sobre quién es o sobre su historia personal. El personaje habita en un vasto y antiguo castillo, del que parece que nunca ha salido. Lo único que sabe sobre el mundo exterior lo ha leído en los libros.
El narrador cuenta su determinación a liberarse de lo que considera una prisión. Decide escalar por una escalera en ruinas para salir de la torre de su castillo. En lo alto de las escaleras hay una reja en el techo que retira para salir. Sorprendentemente, no se encuentra en lo alto de una torre, sino en el suelo de otro mundo. Comienza a vagar por la nueva tierra hasta que llega a otro castillo.
Escuchando sonidos de fiesta en el interior, entra en el castillo sólo para ver cómo todos los concurrentes huyen, aunque no comprende la razón de su horror. De nuevo solo, el narrador se acerca a lo que cree que es una puerta que lleva a otra habitación y de repente ve una figura horrible y deforme. Extiende la mano, intentando tocar la garra de la criatura y horrorizado huye del castillo y describe que sintió la superficie fría y pulida de un espejo.